# 熱海町 (静岡県)
熱海町（あたみまち）は静岡県の東部、田方郡に属していた町である。

## 地理
- 山：鷹ノ巣山、玄岳
- 島：初島

## 歴史

### 町名の由来
古くからの湯治の地であり、地名は「阿多美」であったが、海から熱い湯が湧き出ていたことから「熱海」とされた。

### 沿革
- 1889年（明治22年）4月1日 - 町村制の施行により、熱海村、伊豆山村、泉村、初島が合併して賀茂郡熱海村が発足[1]。
- 1891年（明治24年）6月11日 - 熱海村が町制施行して熱海町となる[1]。
- 1896年（明治29年）4月1日 - 郡制の施行により所属郡が田方郡に変更。
- 1937年（昭和12年）4月10日 - 多賀村と新設合併して熱海市が発足[1]。同日熱海町廃止。

## 行政

### 歴代町長
『静岡県歴史人物事典』 による。
- 久寝平三郎：1889年5月 -
- 渡辺楠馬：1893年4月 -
- 河野繁太郎：1897年4月 -
- 前田勝次：1900年4月 -
- 梅原音松：1908年12月 -
- 石渡要吉：1910年5月 -
- 内田平吉：1917年8月 -
- 内田市郎左衛門：1918年10月 -
- 岸衛：1923年2月 -
- 杉崎峯吉：1923年10月 -
- 石渡要吉：1925年9月 -
- 内田市郎左衛門：1929年9月 -
- 水谷良雄：1930年12月 -
- 福地一貫：1932年2月 -
- 坂本藤八：1934年9月 -

## 経済

### 産業
農業
『大日本篤農家名鑑』によれば、熱海町の篤農家は梅原、前田、足立、鈴木、野崎、杉本、杉崎、田丸、山田、高橋、井口などがいた。
企業
- 豆相人車鉄道[4]

## 地域

### 医療
『大日本医師名簿』によれば、熱海町の医師は門田、福地、山田、菅沼、山形、庄野などがいた。

## 交通

### 鉄道路線
- 鉄道省
  - 東海道本線
    - 熱海駅

  - 伊東線
    - 熱海駅 - 来宮駅

## 教育機関
- 熱海町立熱海尋常小学校(現・熱海市立第一小学校)
  - 泉分教場(現・熱海市立泉小中学校)
  - 初島分教場(現・熱海市立初島小中学校)

## 出身・ゆかりのある人物
- 浜田三郎（熱海伊豆山温泉組合長、温泉旅館業、相模屋社長、静岡県多額納税者）[6]
- 浜田禎介（相模屋社長、伊豆山観光協会長）[7]